# Rawhide
Rawhide是一個Fedora Linux发行版的開發分支。這個開發分支是一份完整的Fedora發行版，但是加入了新版的软件供測試使用。因此，Rawhide通常會比現行的穩定版有更多的功能。在大多數情況下，該開發分支的軟體是使用CVS，Subversion或Git的原始碼快照，通常那些軟體仍由程式設計師積極開發中。
雖然Rawhide目標是針對進階用戶、測試員以及套件維護者，它仍然可以作為主要的作業系統。對每天更新的Rawhide分支有興趣的使用者也可以來協助解決問題。

## 外部連結
- Rawhide（页面存档备份，存于）在Fedora 專案 Wiki上的頁面。
- 主套件庫（页面存档备份，存于）